# 圣佩勒兰 (芒什省)
圣佩勒兰（法語：Saint-Pellerin，法語發音：[sɛ̃ pɛlʁɛ̃]）是法国芒什省的一个旧市镇，属于圣洛区。2017年，圣佩勒兰与邻近的2个市镇并入市镇卡朗唐莱马赖。

## 地理
圣佩勒兰（49°17'52"N, 1°10'42"W）面积4.37 平方千米，位于法国诺曼底大区芒什省，该省份为法国西北部沿海省份，西、北、东北三面环大西洋，东起顺时针与卡爾瓦多斯省、奧恩省、马耶讷省和伊勒-维莱讷省接壤。
与圣佩勒兰接壤的市镇（或旧市镇、城区）包括：卡村、格赖涅地区蒙马丹、圣伊莱尔珀蒂维尔、莱韦。

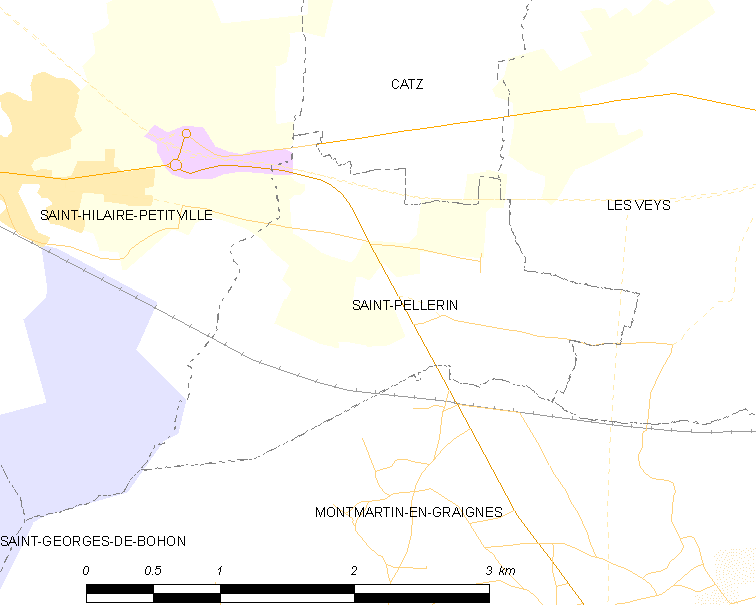
的OSM定位图

圣佩勒兰的时区为UTC+01:00、UTC+02:00（夏令时）。

## 行政
圣佩勒兰的邮政编码为50500，INSEE市镇编码为50534。

## 政治
圣佩勒兰所属的省级选区为卡朗唐莱马赖县。

## 人口

1962-2008年间人口变化图示

圣佩勒兰于2018年1月1日时的人口数量为361人。